# St. Kilian und Kunigunde (Berglein)

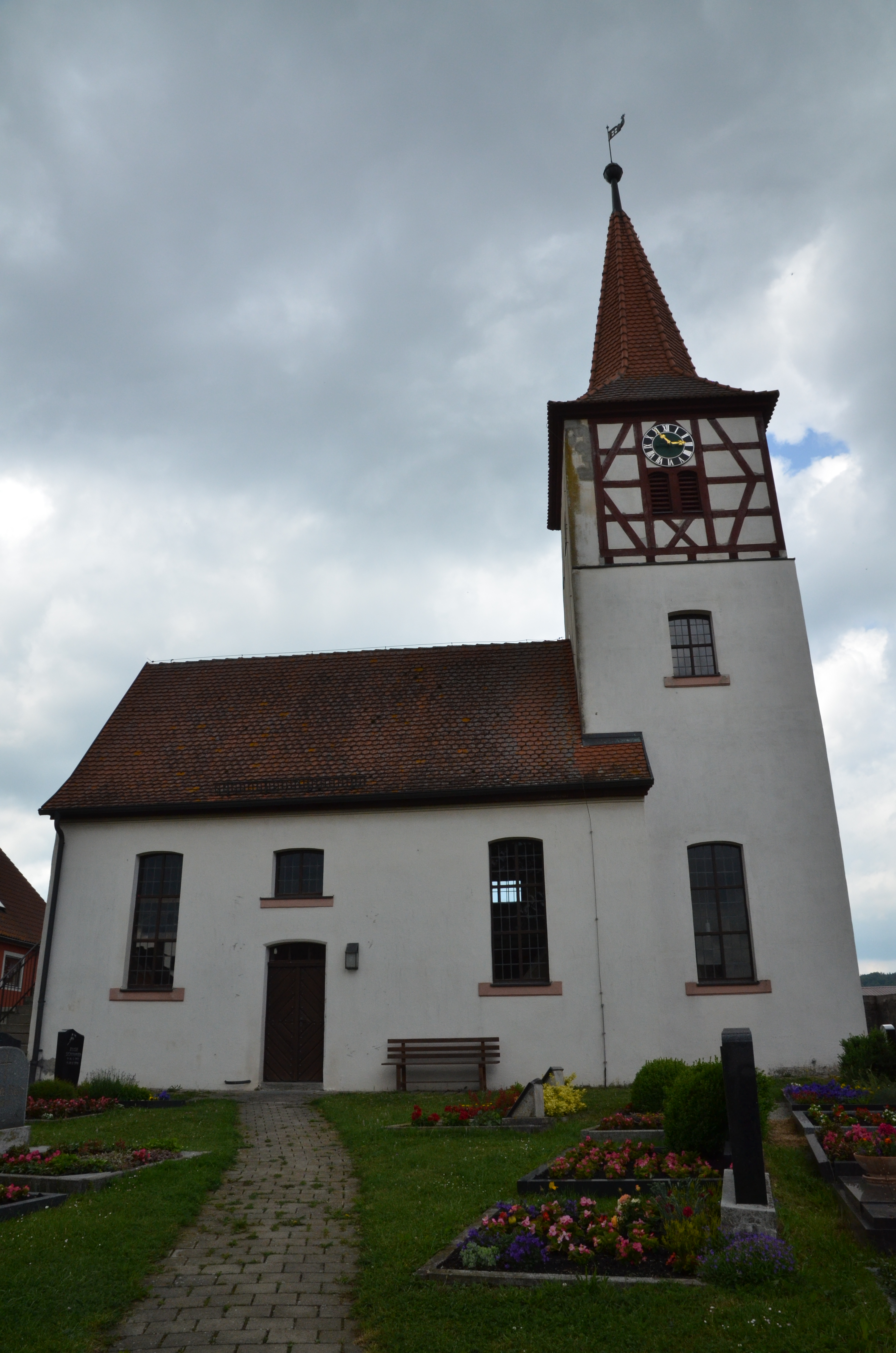
St. Kilian und Kunigunde (Berglein)

Die evangelische Filialkirche St. Kilian und Kunigunde ist ein denkmalgeschütztes Kirchengebäude, das in Berglein, einem Gemeindeteil der Gemeinde Oberdachstetten im Landkreis Ansbach (Mittelfranken, Bayern) steht. Das Bauwerk ist unter der Denkmalnummer D-5-71-183-18 als Baudenkmal in die Bayerische Denkmalliste eingetragen. Die Kirche gehört zur Kirchengemeinde Berglein-Dörflein im Evangelisch-Lutherischen Dekanat Leutershausen im Kirchenkreis Ansbach-Würzburg der Evangelisch-Lutherischen Kirche in Bayern.

## Beschreibung
Die Saalkirche wurde Mitte des 18. Jahrhunderts gebaut. Der Chorturm im Osten des Langhauses ist im Kern älter, er wurde unter Beibehaltung älterer Mauerreste eines Vorgängerbaues in der Mitte des 18. Jahrhunderts neu hochgezogen. Er wurde mit einem Geschoss aus Holzfachwerk aufgestockt, das die Turmuhr und den Glockenstuhl mit zwei Kirchenglocken beherbergt und mit einem achtseitigen, spitzen Helm bedeckt. Die an der Nordwand des Chorturms angebaute Sakristei, die wie der Chor mit einem Tonnengewölbe überspannt ist, wurde im 20. Jahrhundert erweitert. Das Langhaus ist mit einer Kassettendecke überspannt. Es hat Emporen an drei Seiten, auf der Schmalseite steht die Orgel.